# OMIM
OMIM (tiếng Anh: Online Mendelian Inheritance in Man) là dự án di truyền Mendel ở người, là một cơ sở dữ liệu gồm danh mục tất cả các bệnh được biết đến với một thành phần di truyền, và khi có thể, liên kết chúng với các gen có liên quan trong hệ gen của con người và cung cấp tài liệu tham khảo để nghiên cứu thêm và các công cụ để phân tích bộ gen.

## Phiên bản
Mendelian Inheritance in Man có thể mua được như một cuốn sách, và hiện đang trong phiên bản thứ 12. Các phiên bản trực tuyến Online Mendelian Inheritance in Man (OMIM) có thể được truy cập bằng dụng cụ tìm kiếm Entrez của Thư viện Y khoa Quốc gia (National Library of Medicine) và là một phần của dự án giáo dục NCBI (Trung tâm Quốc gia Thông tin Công nghệ sinh học).

## Phương thức biên soạn
Các thông tin trong cơ sở dữ liệu được thu thập và xử lý dưới sự lãnh đạo của tiến sĩ Victor A. McKusick tại Đại học Johns Hopkins, với sự hỗ trợ của một nhóm các khoa học gia và biên tập viên. Các chuyên đề trong cùng lĩnh vực được xác định, thảo luận và ghi vào các đề mục tương ứng trong cơ sở dữ liệu MIM.

## Mã MIM
Mỗi bệnh và mã gen được ấn định bởi một số có sáu chữ số, trong đó số đầu tiên dùng để phân loại các hình thức di truyền.
Nếu chữ số ban đầu là 1 thì nó đặc trưng cho tính trạng trội trên nhiễm sắc thể thường; nếu là 2, tính trạng lặn trên nhiễm sắc thể thường; là 3, liên kết trên nhiễm sắc thể giới tính (X-linked). Trong phiên bản 12 của MIM, khi một trường hợp được ký hiệu bởi một số được đóng bởi dấu ngoặc vuông ([]), có hoặc không có các ký hiệu khác như dấu hoa thị (*) có nghĩa là có di truyền, ký hiệu # trước con số có nghĩa là kiểu hình có thể được gây ra bởi đột biến trong hai hoặc nhiều gen bất kỳ. Ví dụ bệnh Pelizaeus-Merzbacher có mã số [MIM # 312080] là một rối loạn lặn ở nhiễm sắc thể giới tính X.
| Số đầu | Mã MIM        | Phương thức di truyền                                  |
| 1      | 100000–199999 | Tính trạng trội ở NST thường theo vị trí hay kiểu hình |
| 2      | 200000–299999 | Tính trạng lặn ở NST thường theo vị trí hay kiểu hình  |
| 3      | 300000–399999 | NST X theo vị trí hay kiểu hình                        |
| 4      | 400000–499999 | NST Y theo vị trí hay kiểu hình                        |
| 5      | 500000–599999 | Ty lạp thể theo vị trí hay kiểu hình                   |
| 6      | 600000–       | NST thường theo vị trí hay kiểu hình                   |